# لغات فلسطين
فلسطين أرض عربية محتلة عضو في جامعة الدول العربية. يتكلم سكانها المواطنون اللغة العربية بلهجة فلسطينية محلية مقاربة إلى اللهجات الشامية الأخرى كالرقاوية، لكن اللغة العربية الفصحى هي المستخدمة في وسائل الإعلام والتعليم والمعاملات الرسمية والحكومية.

## اللغات المحلية
ومن اللغات الأخرى هي:
- الدومرية
- السامرية
- السامرية الآرامية (آرامية سامرية)، لا يعرف إن كان السامريون ما زالوا يستخدموها.

## اللغات الأجنبية
وبسبب وجود نسبة من الوافدين من أصول غير فلسطينية في فلسطين فسنجد نسبة منهم تتكلم لغات أخرى مثل:
- العبرية
- الأرمنية
- [اللغة الإنجليزية | الإنجليزية]

## اقرأ أيضاً
- اللغة العربية في إسرائيل.

1. ↑  Languages of Palestinian West Bank and Gaza نسخة محفوظة 03 فبراير 2013 على موقع واي باك مشين.
2. ↑  المصدر السابق